# Phumzile Khanyile
Phumzile Khanyile (* 1991, Tladi, Soweto, Jihoafrická republika) je jihoafrická fotografka žijící v Johannesburgu. Její série Plastic Crowns je o životě žen a sexuální politice. Série byla uvedena na skupinových výstavách v Paláci vévodů z Cadavalu v Evoře v Portugalsku; uvedla ji Jihoafrická národní galerie Iziko v Kapském Městě; a Národní galerie Victoria v Melbourne, Austrálie; a vyhrála cenu CAP za současnou africkou fotografii.

## Životopis
Khanyile se narodila v Tladi, Soweto v Jihoafrické republice. Fotografii studovala na Market Photo Workshop od roku 2013.

## Dílo
Plastic Crowns je série autoportrétů, kdy je oblečená v šatech své babičky, se kterou žije. Cyklus se zabývá ženskou zkušeností vztahů mezi pohlavími z hlediska síly. Je to „zkoumání studu a očekávání, která Khanyile zdědila od své babičky, co to znamená být ženou“ — „stereotypické představy o pohlaví, sexuálních preferencích a souvisejících stigmatech a jejich význam v současné společnosti“. Využívá momentální estetiku "jako by byly ze soukromého deníku", "syrové a rozostřené [...] stejně jako snímek z rodinného alba jako drsný městský půvab poválečné japonské fotografie.“ Plastic Crowns vznikly díky Khanyile, která trávila spoustu času uvnitř, protože se příliš „bála opustit svůj dům, protože byla napadena na ulici“.
Khanyile a Nkosinathi Khumalo v Johannesburgu řídí projektový prostor Zulu Republik.

## Publikace

### Publikace od Khanyile
- Plastic Crowns. Johannesburg: Market Photo Workshop

### Publikace s příspěvky autorky
- Afrotopie. Paříž: Dilecta, 2017. Ministère de la Culture du Mali; Institut Français. S texty Marie-Ann Yemsi, Felwine Sarr, Thulie Gamedze, Cédrica Aurelleho. Vydáno u příležitosti African Photography Encouters, Bamako, Mali, 2017/2018.
- Paris Nude. Od Mary McCartney. Londýn: HENI, 2019. ISBN 9781912122257.
- Afrika State of Mind: Současná fotografie přetváří kontinent. Londýn: Thames & Hudson, 2020. ISBN 978-0500545164.[12]

## Výstavy

### Samostatné výstavy
- Plastic Crowns, Market Photo Workshop, Johannesburg, Jihoafrická republika, 2017[5][13][14]

### Skupinové výstavy
- Africké vášně, Palác vévodů z Cadavalu, Evora Africa (africký festival umění a hudby), Evora, Portugalsko, 2018. Kurátorem je André Magnin (curator)(fr) a Philippe Boutté. Zahrnuty práce od Plastic Crowns.[3][15][16]
- Not the Obvyklí podezřelí, Jihoafrická národní galerie Iziko, Kapské Město, Jižní Afrika, 2018/2019. Pocta Market Photo Workshop. Zahrnuty práce od Plastic Crowns.[17][18]
- Trienále NGV, National Gallery of Victoria, Melbourne, Austrálie, 2020/2021. Zahrnuty práce od Plastic Crowns.[7][8]

## Ocenění
- 2015: Gisèle Wulfsohnová Mentorship in Photography, Market Photo Workshop a rodiny a přátel Wulfsohnové.[19] Mentorství s Ayanou V. Jacksonovou.[5]
- 2018: 1 z 5 vítězů, cena CAP za současnou africkou fotografii, za Plastic Crowns[1][20]